# Мој лажни муж
Мој лажни муж (енгл. Overboard) је америчка романтична комедија из 2018. године у режији Роба Гринберга. Главне улоге тумаче Еухенио Дербез и Ана Фарис. Приказује самохрану мајку из радничке класе која убеђује богатог плејбоја с амнезијом да су у браку.
Приказан је 4. маја 2018. године у САД, односно 21. јуна у Србији. Добио је углавном негативне рецензије критичара, који су похвалили глуму Фарисове, али радњу филма назвали осредњом. Зарадио је 91 милион долара широм света, у односу на буџет од 12 милиона долара.

## Радња
Леонардо, себично богати плејбој, пада с јахте и буди се у болници с амнезијом. Када његова бивша запосленица сазна за несрећу, одлучи му се осветити и уверити га да је он њен муж. Као самохраној мајци три ћерке, помоћ око куће би јој свакако добро дошла. Ускоро ће овај богаташ радити оно што никада није. Иако ће му у почетку све бити тешко, Лео ће на крају ипак успети да се прилагоди и почети да воли свој „нови” живот.

## Улоге
| Глумац            | Улога                |
| ----------------- | -------------------- |
| Еухенио Дербез    | Леонардо Монтенегро  |
| Ана Фарис         | Кејт Саливан         |
| Ева Лонгорија     | Тереза               |
| Мел Родригез      | Боби                 |
| Хана Нордберг     | Еми Саливан          |
| Аливија Алин Линд | Оливија Саливан      |
| Пејтон Лепински   | Моли Саливан         |
| Фернандо Лујан    | Папи Монтенегро      |
| Сесилија Суарез   | Магдалена Монтенегро |
| Маријана Тревињо  | Софија Монтенегро    |
| Џон Хана          | Колин                |
| Свуси Керц        | Грејс                |
| Џош Сегара        | Џејсон               |
| Хесус Очоа        | Вито                 |
| Омар Чапаро       | Буро                 |
| Адријан Урибе     | Бурито               |
| Хавијер Лакроа    | Карлос               |
| Едгар Вивар       | гастроентеролог      |